# Biblioteca nazionale e universitaria di Strasburgo
La Biblioteca nazionale e universitaria di Strasburgo (in lingua francese: Bibliothèque nationale et universitaire de Strasbourg; in lingua tedesca: National- und Universitätsbibliothek von Straßburg) con sede in Strasburgo, con i suoi tre milioni unità mediatiche è la seconda biblioteca per dimensioni della Francia, dopo la Biblioteca nazionale di Francia di Parigi. Essa è anche Deposito legale per la regione dell'Alsazia e Biblioteca universitaria per l'Università di Strasburgo.
Le raccolte speciali, che dal 1872 furono allestite a nuovo, comprendono circa 6900 manoscritti dei quali circa 700 risalgono al medioevo, e tra i quali i codici con scritti di Enrico Suso, Meister Eckhart e Giovanni Taulero, ed anche il quattrocentesco Urbario della Parrocchiale di Bolzano.
Tra i 2098 incunaboli si trovano esemplari provenienti da officine tipografiche di Strasburgo come Heinrich Eggestein, Johannes Mentelin e Hans Grüninger.

## Storia
La biblioteca fu fondata nel 1872 come risarcimento della distruzione della precedente, avvenuta durante la guerra franco-prussiana, sita nel Temple Neuf, già chiesa domenicana e poi tempio luterano. L'edificio fu eretto tra il 1889 e il 1894 su progetto degli architetti August Hartel e Skjøld Neckelmann sulla Place de la République secondo modelli rinascimentali italiani. Fino al 1945 la firma dell'istituzione era Universitäts- und Landesbibliothek Straßburg. L'interno, andato distrutto nel corso della seconda guerra mondiale, fu ricostruito secondo criteri di funzionalità tra il 1951 e il 1956.